# Long Away
A Long Away a harmadik dal a brit Queen rockegyüttes 1976-os A Day at the Races albumáról. A szerzője Brian May gitáros volt.
Egyike azon ritka daloknak, amelyeket May énekelt, és mégis megjelentek kislemezen. Ugyancsak ritka dal abból a szempontból, hogy May nem a szokásos, saját készítésű Red Special gitárját használta benne, hanem egy 12-húros Burnst: „Nem tudtam Rickenbackeren játszani, mert túl vékony volt a nyaka. A nagyon testes és vastag nyakakat kedvelem. Csak így működnek az ujjaim. Mindig is Rickenbackeren akartam játszani, John Lennon miatt. Roger gyűjti a hihetetlenül ritka gitárokat, és volt egy Rickenbackere is. De nem tudtam játszani rajta. Úgyhogy általában minden felvételen a Red Specialt használtam.” Az üteme 4/4-es, A dúrban íródott, és közepesen gyors, percenként 124-es a ritmusa.
1977. június 7-én kislemezen is megjelent, de csak az Elektra kiadó területein: Amerikában, Kanadában és Új Zélandon. Nem aratott számottevő sikert, de a kritikusok kedvelték. A Record Mirror szerint „tökéletes választás kislemezre – magán viseli a Queen minden védjegyét”, az NME szerint pedig „tisztességes folk-rock dalocska – a The Byrds felé bólintó, csilingelő gitárhangzás, és kellemes »pop« melódia jellemzi, egyedül May a hagyományaitól eltérő gitár tónusa […] nem ad hozzá semmi pluszt”. 2002-ben Jim DeRogatis a Chicago Sun-Times lapjain ezt írta róla: „tisztán és hangosan átérződik a Beatles, és különösen Paul McCartney hatása […] kiváló példa a Queen-féle hangszerelésre”.
Elvétve játszották az együttes 1977-es turnáján, de nagyon hamar lekerült a repertoárról. A koncerteken Freddie Mercury énekelte. A 2005-ös Queen + Paul Rodgers turnén May eljátszott egy apró részletet belőle a „Love of My Life” előtt.

## Közreműködők
- Ének: Brian May
- Háttérvokál: Queen

Hangszerek:
- Brian May: elektromos gitár
- John Deacon: basszusgitár
- Roger Taylor: dob

## Kiadás
7": Elektra E-45412 (Amerika)
1. Long Away – 3:33
2. You and I – 3:25